# Robert Perlskog

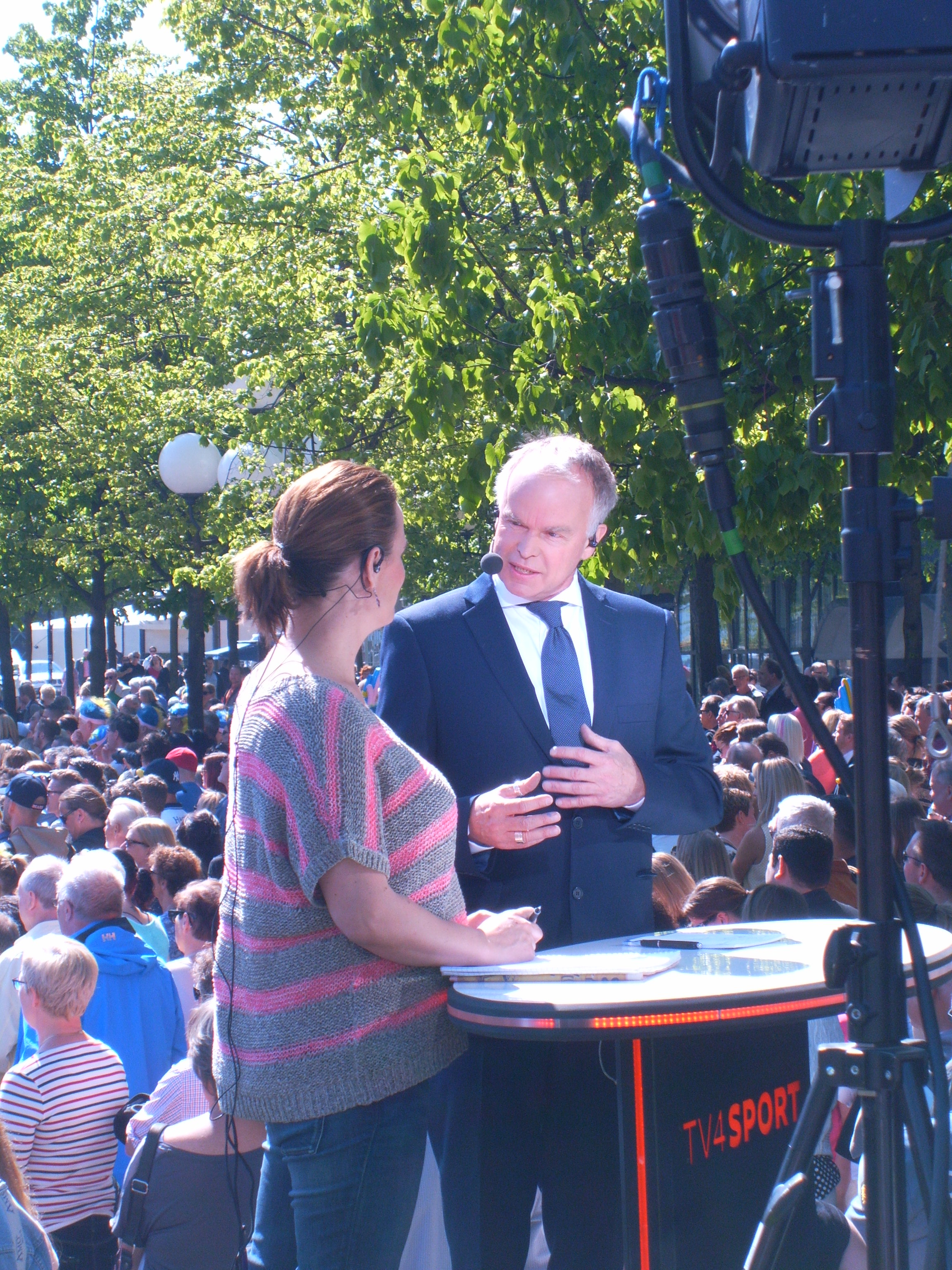
Robert Perlskog 2013.

Sven Robert Perlskog, född 2 september 1955 i Brännkyrka församling i Stockholm, är en svensk sportjournalist. Han gjorde under 1980-talet och början av 1990-talet sig ett namn inom Sveriges Radio (SR). När TV4 under tidigt 1990-tal satsade på italiensk fotboll värvades Perlskog till kanalen som dess först anställde sportreporter. 
Han blev allteftersom kanalens ledande fotbolls-, handbolls- och ishockeykommentator. Som främsta meriter kan nämnas att han, i par med Martin Dahlin kommenterade VM-finalen i fotboll 2002 (Tyskland-Brasilien 0-2) och 2006 med Jens Fjellström (Italien-Frankrike 6-4 efter straffar), samt EM-finalerna 2008 och 2012. Över tre miljoner svenskar tittade när Robert tillsammans med förre stormålvakten Claes Hellgren kommenterade den dramatiska EM-finalen i handboll 2002, när Sverige slog Tyskland efter förlängning. Perlskog och Hellgren är landets mest samkörda kommentatorspar med totalt 32 mästerskap i sitt CV. Robert Perlskog har gjort flera hockey-VM för både Radiosporten och TV4, samt ett tiotal SM-slutspel. Perlskog var tillsammans med Ove Rytter även kommentator i underhållnings-programmet Gladiatorerna i början av 2000-talet. 
2016 lämnade Perlskog TV4 för Viasat (senare Viaplay) där han kommenterade bl.a. handboll tillsammans med Claes Hellgren som även han nu hade flyttat till Viaplay. Under 2022 fick inte Perlskog ett förlängt kontrakt med Viaplay, vilket innebar att han förlorade jobbet.
Perlskog växte upp i stockholmsförorten Rågsved och har ett förflutet i rockbanden Opel Rekord och Snälla Farbrorn. Perlskog har mångårig erfarenhet som fotbollstränare och har bland annat tränat Sebastian Castro-Tello i Hammarby. Robert Perlskog har även tränat Boo FF:s juniorer under 2007.